# Воршинское сельское поселение
Воршинское сельское поселение — муниципальное образование в Собинском районе Владимирской области.
Административный центр — село Ворша.

## География
Территория поселения расположена в центральной части района.

## История
Воршинский сельсовет образован в 1920-х годах в составе Собинской волости Владимирского уезда, с 1929 года в составе Собинского района.
Воршинское сельское поселение образовано 6 мая 2005 года в соответствии с Законом Владимирской области от 06.05.2005 № 38-ОЗ. В его состав вошли территории бывших Воршинского и Бабаевского сельсоветов.

## Население
| 2010  | 2011  | 2012  | 2013  | 2014  | 2015  | 2016  | 2017  | 2018  |
| ----- | ----- | ----- | ----- | ----- | ----- | ----- | ----- | ----- |
| 2731  | ↘2719 | ↗2734 | ↘2705 | ↘2704 | ↘2685 | ↘2644 | ↘2625 | ↘2555 |
| 2019  | 2020  | 2021  |       |       |       |       |       |       |
| ↘2533 | ↗2550 | ↘2240 |       |       |       |       |       |       |

## Состав сельского поселения
В состав поселения входит 21 населённый пункт:
| №  | Населённый пункт | Тип населённого пункта       | Население |
| -- | ---------------- | ---------------------------- | --------- |
| 1  | Астафьево        | деревня                      | ↗17       |
| 2  | Афанасьево       | деревня                      | ↗11       |
| 3  | Бабаево          | село                         | ↘548      |
| 4  | Батюшково        | деревня                      | ↘9        |
| 5  | Бузаково         | деревня                      | ↗8        |
| 6  | Ворша            | село, административный центр | ↘1139     |
| 7  | Дубровка         | деревня                      | ↘3        |
| 8  | Елховица         | деревня                      | ↘16       |
| 9  | Еросово          | деревня                      | ↘21       |
| 10 | Конино           | деревня                      | ↘73       |
| 11 | Кузнецово        | деревня                      | →6        |
| 12 | Кузьмино         | деревня                      | ↘58       |
| 13 | Назарово         | деревня                      | ↘9        |
| 14 | Новосёлка        | деревня                      | ↗4        |
| 15 | Столбищи         | деревня                      | ↗9        |
| 16 | Тетерино         | деревня                      | →6        |
| 17 | Угор             | деревня                      | ↘165      |
| 18 | Хрястово         | деревня                      | ↘47       |
| 19 | Чижово           | деревня                      | ↗12       |
| 20 | Юрино            | деревня                      | ↗77       |
| 21 | Яковлево         | деревня                      | ↘2        |